# Sturnira lilium
Sturnira lilium es una especie de murciélago microquiróptero de la familia Phyllostomidae.

## Distribución
Se encuentra en Sudamérica y América Central.

## Importancia sanitaria
Esta especie es considerada como vector biológico de la rabia.